# Chihuahuanus coahuilae
Espèce
Synonymes
- Vaejovis coahuilae Williams, 1968
- Hoffmannius coahuilae (Williams, 1968)

Chihuahuanus coahuilae est une espèce de scorpions de la famille des Vaejovidae.

## Distribution
Cette espèce se rencontre au Mexique au Coahuila, au Durango et au Chihuahua et aux États-Unis en Arizona, au Nouveau-Mexique et au Texas.

## Description
Le mâle holotype mesure 38,6 mm et la femelle paratype 47,9 mm.

## Systématique et taxinomie
Cette espèce a été décrite sous le protonyme Vaejovis coahuilae par Williams en 1968. Elle est placée dans le genre Hoffmannius par Soleglad et Fet en 2008 puis dans le genre Chihuahuanus par González Santillán et Prendini en 2013.

## Étymologie
Son nom d'espèce lui a été donné en référence au lieu de sa découverte, le Coahuila.

## Publication originale
- Williams, 1968 : « Scorpions from northern Mexico; five new species of Vejovis from Coahuila, Mexico. » Occasional Papers California Academy of Sciences, vol. 68, p. 1-24 (texte intégral).